# Benvenuti al Sud
Pour les articles homonymes, voir Benvenuti.
Série
Benvenuti al Nord
Pour plus de détails, voir Fiche technique et Distribution.
Benvenuti al Sud (littéralement « Bienvenue dans le Sud ») est un film italien réalisé par Luca Miniero en 2010. Ce film est une reprise du long métrage français Bienvenue chez les Ch'tis, un grand succès en France et dans toute l'Europe. 
Le film est sorti au cinéma en Italie le 1er octobre 2010 et en version française le 24 novembre 2010.
Ce ne devait pas être la seule reprise de la version française : Will Smith a acheté les droits de Pathé pour une adaptation des États-Unis, située dans le Dakota du Nord, mais ce projet a été annulé en 2012.

## Synopsis
Alberto Colombo, directeur de la poste de la localité lombarde d'Usmate Velate, dans la Brianza, après s'être vu refuser sa demande de transfert à Milan — la place a été donnée à une personne handicapée —, feint une paralysie afin d'obtenir le poste et satisfaire ainsi le souhait de sa femme de vivre dans la métropole de leur région. Lorsque sa supercherie est découverte, Alberto est muté disciplinairement pour deux ans dans un village de l'Italie méridionale : Castellabate, dans la province de Salerne et la région géographique du Cilento, à des centaines de kilomètres de son domicile et de sa famille.
C'est le début d'une aventure pour Alberto qui découvrira pour la première fois l'Italie du Sud, une Italie du Sud rongée par les préjugés : mafia, paresse, gaspillage d'argent public, etc.

## Fiche technique
- Réalisation : Luca Miniero
- Scénario : Massimo Gaudioso
- D'après le scénario original de Dany Boon, Alexandre Charlot et Franck Magnier
- Décors : Paola Comencini
- Costumes : Sonu Mishra
- Photo : Paolo Carnera
- Son : Alessandro Bianchi
- Montage : Valentina Mariani
- Musique : Umberto Scipione
- Producteur : Giorgio Magliulo
- Distribution : Medusa Film (Italie) 
 Pathé (France)
- Budget : 4,5 millions d'euros
- Pays :  Italie
- Langue : Italien
- Dates de sortie : 
  -  Italie : 1er octobre 2010
  -  France : 24 novembre 2010
- Dates de sortie DVD : 
  -  Italie :
  -  France : 30 mars 2011

## Distribution

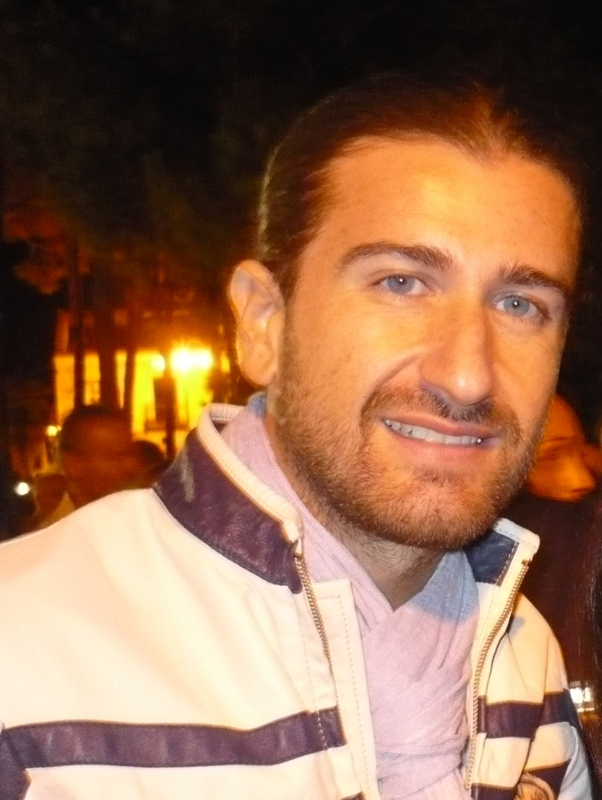
Alessandro Siani en 2010

- Claudio Bisio (VF : Gérard Rinaldi) : Alberto Colombo
- Angela Finocchiaro (VF : Marie Vincent) : Silvia Colombo
- Alessandro Siani (VF : Eric Metayer) : Mattia Volpe
- Valentina Lodovini (VF : Stéphanie Lafforgue) : Maria
- Nando Paone (VF : Gérard Darier) : Costabile Piccolo
- Giacomo Rizzo (VF : Henri Carballido) : Costabile Grande
- Teco Celio (VF : Richard Leblond) : Grand Maître
- Fulvio Falzarano (VF : Patrick Guillemin) : Mario
- Nunzia Schiano (VF : Élisabeth Margoni) : Signora Volpe
- Alessandro Vighi : Chicco Colombo
- Salvatore Misticone (VF : Roger Carel) : Signor Scapece
- Riccardo Zinna : Vigile
- Naike Rivelli : Policier
- Dany Boon : Touriste français (en caméo)

## Adaptation culturelle du film
La version italienne est en grande partie conforme à l'original français en de nombreux points (scénario, scènes et dialogues). Elle s'adapte cependant aux stéréotypes italiens dans un souci de cohérence, étant donné que l'histoire régionale de l'Italie n'a que peu à voir avec celle de la France.
Par exemple, dans les deux films, le protagoniste ne tient pas à ce que son épouse déménage vers son nouveau lieu de travail. Pour l'en dissuader, ses amis organisent une représentation outrancière des coutumes locales selon les préjugés les plus sinistres. Mais, alors que dans la version originale française, l'épouse du personnage principal en visite dans le Nord fustige l'alcoolisme supposé de la population locale qu'elle décrit comme « sauvage », l'épouse dans le film italien est persuadée que le crime règne en maître dans le Sud de l'Italie ; elle se retrouve alors entourée d'une escorte armée composée par des amis de son mari qui ont organisé de fausses fusillades.

## Production

### Budget
Il a un budget de 4,5 millions d'euros.

### Lieux de tournage
- Le tournage a débuté en septembre 2009 dans une commune du sud du golfe de Salerne nommée Castellabate, dans le bourg médiéval perché de celle-ci, ainsi que dans deux frazioni de la commune situées sur le littoral : San Marco (it) et Santa Maria di Castellabate (it). Des scènes ont aussi pour cadre le parc national du Cilento et du Val de Diano situé plus à l'est, dans l'arrière-pays, en particulier à Persano où a été filmée la scène du faux enlèvement.
- La scène de la gare a été tournée dans la province de Viterbe, à la gare de Capranica-Sutri (it) de la ligne ferroviaire régionale du Latium FR3 (aujourd'hui FL3) reliant Rome à Viterbe (it), que l'on peut voir à l'arrière-plan tandis que les acteurs montent dans le fourgon postal.

### Dédicace
- Le film est dédié à Angelo Vassallo, maire de Pollica assassiné pour sa lutte pour un tourisme propre[4].

### Libertés du film
- La jonction de l'autoroute vue dans le film n'existe pas : pour aller à Castellabate, l'itinéraire réel passe par l'autoroute A3 Salerne-Reggio de Calabre, en empruntant la sortie Battipaglia.
- Il n'existe pas de gare à Castellabate, alors que dans le film on en voit une. La gare desservant Castellabate dans la réalité, celle d'Agropoli-Castellabate (it), est située sur le territoire de la ville voisine d'Agropoli.
- Castellabate est situé approximativement au centre de la côte de la province de Salerne, donc l'expression « près de Naples » utilisée dans le film est plutôt abusive, la distance entre Castellabate et Naples étant d'environ cent vingt kilomètres.

## Box office
- Mondial : 40 200 000 $ (5 300 000 entrées[5],[6], 697 copies)
- Italie : 4 927 420 entrées[6] (568 copies)
- Espagne : 200 000 à 250 000 entrées[5],[7],[8],[9],[10] (80 copies)
- France : 226 810 entrées[6] (52 copies)

## Suite
Le film ayant connu un grand succès, une suite intitulée Benvenuti al Nord a été réalisée, écrite par Luca Miniero et Massimo Gaudioso, sortie dans les salles italiennes en janvier 2012, avec grand succès puisque le film a totalisé 4 millions d'entrées en quatre semaines. Cependant, la forte chute des entrées en quatrième semaine semble indiquer qu'il n'atteindra pas le succès de Benvenuti al Sud et ses 5 millions d'entrées.